# Cubo Borg
Il Cubo Borg è l'astronave più comune della razza di alieni-cyborg dei Borg, nell'universo di Star Trek. Questo tipo di vascello appare per la prima volta nella serie The Next Generation. Ciò valse all'episodio una nomination ai Premi Emmy del 1989 nella categoria Migliori effetti speciali e visivi.
Il Cubo Borg fu concepito dallo sceneggiatore Maurice Hurley, disegnato da Richard James e infine costruito dalla Starlights Effects di Kim Bailey. Il modello originale è custodito dalla CBS Consumer Products, che lo espone in particolari occasioni, come negli anniversari e nelle mostre organizzate per i fan della serie.

## Struttura
Il Cubo ha una dimensione di circa 3 chilometri di lato, l'aspetto esteriore è quello di una superficie uniforme di condotti e strutture priva di elementi distintivi, come se l'astronave fosse perennemente incompleta. La struttura interna non presenta elementi distinguibili come plancia di comando o sala macchine, e le funzioni sono distribuite in tutta la nave. Tale caratteristica rende il Cubo estremamente difficile da distruggere o disabilitare, permettendogli di rimanere operativo anche se ne viene distrutto il 78%, come stimato dal comandante Elizabeth Shelby.
Data l'efficienza Borg e la struttura altamente decentralizzata anche i danni più gravi possono essere riparati in tempi brevi, grazie a una matrice di rigenerazione automatizzata.
Probabilmente l'unico componente del Cubo non ridondante è il Plesso centrale, un dispositivo che collega la nave, e quindi tutti i suoi droni, alla Collettività. Data la sua importanza, il Plesso si trova al centro della nave ed è protetto da numerosi campi di forza.
Il Cubo rappresenta una sorta di astronave modulare; diversi Cubi possono comporsi aderendo l'uno all'altro. Nell'iperspazio, in particolare, i Cubi possono comporsi in modo da formare un ipercubo.
Nel film Primo contatto si apprende anche che un Cubo può portare al suo interno una Sfera Borg.

## Equipaggio
L'equipaggio è costituito da uno standard di 50 000 droni Borg, ma può arrivare anche a 179 000. Le condizioni ambientali sono una temperatura di 39,1 gradi Celsius con un'umidità del 92% e una pressione di 2 chilopascal superiore allo standard della Federazione.
A bordo di un Cubo si trovano camere di incubazione dove vengono creati nuovi droni mediante il concepimento di bambini a cui vengono innestati gli impianti cibernetici già allo stadio fetale.

## Propulsione
I Cubi sdispongono sia di propulsione a curvatura che di tecnologia a transcurvatura.

## Armamento
L'armamento comprende lanciasiluri e un qualche tipo di arma phaser. Il Cubo dispone inoltre di raggi traenti di grande potenza e raggi di energia concentrata usati per tagliare obiettivi da assimilare.
Le difese comprendono scudi adattabili e campi subspaziali ad alta energia.

## Funzioni
Il Cubo è la principale astronave della flotta Borg. Le enormi dimensioni, la potenza e l'elevato numero di droni gli consentono di operare in autonomia per missioni a lungo raggio come l'esplorazione dello spazio e l'assimilazione di nuove specie; in genere un Cubo da solo è in grado di distruggere le difese di un intero pianeta e assimilarne ogni traccia di civiltà. Altre attività comprendono l'attacco a civiltà evolute, come la Federazione, e la difesa della collettività da minacce esterne come la specie 8472, immune all'assimilazione dei Borg e che li sconfisse a più riprese.
Un solo Cubo Borg in un'occasione è stato in grado di infliggere alla Federazione una pesante sconfitta nella battaglia di Wolf 359 distruggendo 39 delle 40 navi a difesa dei confini del pianeta Terra.
In quell'occasione il Cubo riuscì ad arrivare fino alla Terra prima di essere distrutto dall'equipaggio dell'Enterprise D con un espediente.
Nonostante la sconfitta, il secondo tentativo di conquista dei Borg fu nuovamente effettuato con un solo Cubo, benché stavolta dotato di tecnologia temporale, come narrato nel film Primo contatto.

## Cubo Tattico
Il Cubo Tattico è una variante del normale Cubo specializzato per il combattimento pesante. La differenza più evidente è l'estesa corazza che copre gran parte dello scafo. Inoltre il modello è dotato all'interno di una griglia di sicurezza multi rigenerativa che protegge il Plesso centrale e impedisce il teletrasporto diretto nelle sue vicinanze.

## Influenza culturale
- Borg Cube è il titolo di una simulazione cosmologica riguardo alla materia oscura, pubblicato sull'Astrophysical Journal da J. D. Emberson et al.[11]
- Thomas H. Rehm nell'illustrare un microreattore sulla rivista ChemPhotoChem si ispira a un Cubo Borg.[12]